# Коле Брианца
Ко̀ле Бриа̀нца (на италиански: Colle Brianza, на западноломбардски: Col, Кол) е община в Северна Италия, провинция Леко, регион Ломбардия. Разположена е на 559 m надморска височина. Населението на общината е 1750 души (към 2014 г.).
Административен център на общината е село Нава (Nava).